# Nirvana (album Inna)
Nirvana è il quinto album in studio della cantante rumena Inna, pubblicato nel 2017.

## Tracce
1. Ruleta (featuring Erik) – 3:18 (testo: Elena Alexandra Apostoleanu, Erik Tchatchoua, Breyan Isaac, Marius Dia – musica: Sebastian Barac, Marcel Botezan, David Ciente)
2. Gimme Gimme – 2:57 (testo: Apostoleanu, Isaac, Elena Luminița Vasile – musica: Barac, Botezan, Ciente)
3. My Dreams – 3:11 (testo: Thomas Troelsen, Ali Tamposi, Sam Martin – musica: Vlad-Octavian Lucan, James Neil Lynch, Martin, Alexander Graham, Patrick Wills Fleming, Thomas Troelsen, David Lowe, Tamposi)
4. Tropical – 3:14 (testo: Rico Greene, Anouk Hendriks – musica: Mo Alitou, Joel MacDonald)
5. Hands Up – 3:04 (testo: Annalisa Morelli, Alina Smith – musica: Barac, Botezan, Jens Siversted, Jonas Wallin, Noonie Bao, Wyclef Jean)
6. Nirvana – 3:14 (testo: Apostoleanu, Troelsen – musica: Barac, Botezan, Ciente, Lucan, Troelsen)
7. Don't Mind – 3:14 (testo: Apostolenau, Isaac – musica: Barac, Botezan, Ciente)
8. Lights – 2:33 (testo: Apostoleanu, Paris Jones – musica: Ciente, Barac, Botezan)
9. Dream About the Ocean – 3:12 (testo: Apostoleanu, Luisa-Ionela Luca – musica: Costantin Bodea, Alexandru Cotoi, Luca)
10. Nota de plată (The Motans featuring Inna) – 3:15 (testo: Irina Rimes, Denis Roabes – musica: Rimes, Roables, Damian Rusu, Cotoi, Bodea)
11. Cum ar fi? – 3:19 (testo: Apostoleanu, Rimes – musica: Cotoi, Constantin Sava)
12. Tu și eu (Carla's Dreams featuring Inna) – 3:11 (testo: Carla's Dreams, Cotoi – musica: Carla's Dreams, Cotoi)